# Kampung Tujuh
Kampung Tujuh is een bestuurslaag in het regentschap Sarolangun van de provincie Jambi, Indonesië. Kampung Tujuh telt 1496 inwoners (volkstelling 2010).